# Bernard Wright
Pour les articles homonymes, voir Wright.
Bernard Wright est un claviériste et compositeur de jazz-funk américain né le 16 novembre 1963 dans le quartier Jamaica de New York et mort le 19 mai 2022.

## Biographie
Bernard Wright n'a que 18 ans lorsqu'il sort Nard, aidé par Don Blackman ainsi que le "crew" GRP ; il signe là un des meilleurs albums de funk jamais réalisés, teinté de morceaux jazz/funk prodigieux pour un si jeune artiste. Il est à noter que de nombreuses reprises ont été effectuées à partir de ses morceaux originaux (notamment Gz and Hustlas, de Snoop Dogg, I wish, de Skee-Lo et Lie to kick it, de Tupac Shakur). Oui

## Discographie
- 1981 : Nard
- 1983 : Funky Beat
- 1985 : Mr. Wright